# Віа феррата

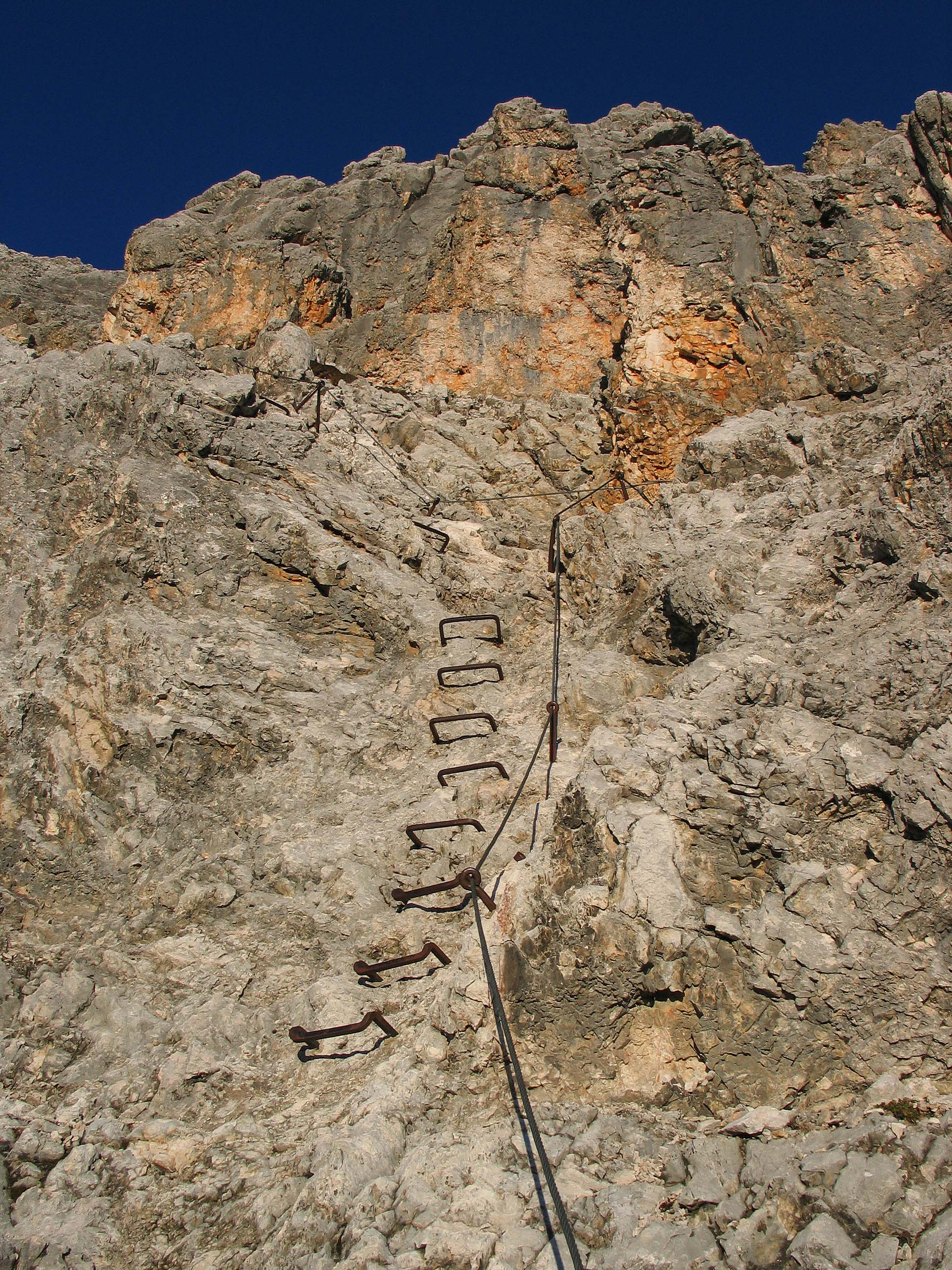
Віа феррата (шлях Германа фон Барта, на Партенкірхен Драйторшпітце (Австрія)

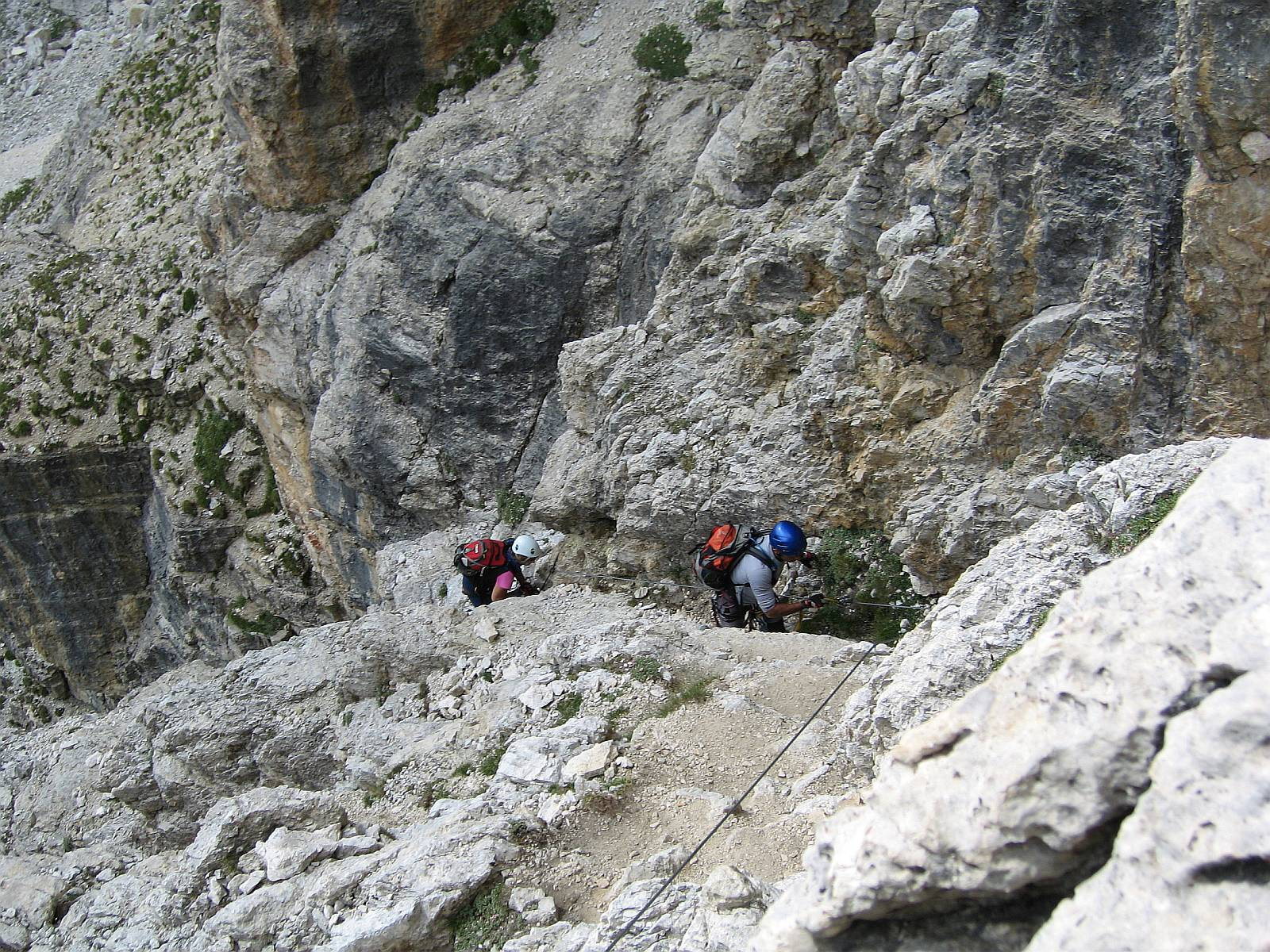
Віа феррата на Піц де Лек

Віа феррата (італ. via ferrata, «залізна дорога»; також нім. Klettersteig) — це захищений маршрут для скелелазіння, який розташований в Альпах та ряді інших місцевостей. Основою сучасної віа феррата є сталевий кабель, натягнутий вздовж маршруту, який періодично (кожні 3-10 метрів) прикріплений до скелі. Використовуючи набір для віа феррата, альпіністи/туристи можуть надійно прикріпити себе до кабелю, що обмежує будь-яке падіння. Кабель також може бути використаний як допоміжна опора при сходженні, так само як додаткові допоміжні засоби — металеві скоби-сходинки, кілки, викарбувані у скелі сходи та навіть драбини або мости. Таким чином віа феррата дозволяє проходити у іншому випадку небезпечні маршрути без потреби в особливому скелелазному спорядженні (наприклад, мотузках), а також дозволяє відносно недосвідченому туристу/альпіністу забратися на складні вершини, що часто доступні лише досвідченим скелелазам. І хоча для сходження необхідне базове обладнання, відсутність страху висоти та наявність базових навичок, віа феррата для туриста може бути кроком вперед у порівнянні зі звичайними походами по гірських маршрутах. З іншого боку, обмежені вимоги до обладнання, можливість до одиночного проходження та скорочення шляху вгору приваблюють більш досвідчених скелелазів.
Віа феррата відрізняються за довжиною від коротких маршрутів тривалістю менше години до довгих важких альпійських підйомів, що покривають значну відстань та висоту (підйом 1000 метрів і більше), проходження яких потребує від восьми годин. В деяких місцевостях, наприклад Брентських Доломітах, можливо поєднати декілька віа феррата у один маршрут з зупинкою на ніч у гірських прихистках, і таким чином сформувати важкі багатоденні походи на значних висотах. За складністю походження віа феррата теж різняться — від трохи більше від троп до дуже крутих та важких маршрутів, деколи з негативним нахилом, що потребують значних фізичної підготовки і досвіду скелелазіння. Як правило, по віа феррата тільки піднімаються, хоча можливі і спуски.
Хоча історія віа феррата починається у 19-му сторіччі, вони значною мірою асоціюються з історією Першої Світової війни, коли декілька з них були побудовані в італійській частині Доломітів для полегшення пересування військ. Фактичне друге народження віа феррата отримали в сучасності, коли вони були відкриті туристами/альпіністами, і на цей час в світі існує більше 1000 облаштованих маршрутів. Більшість з них розташовані в Альпах, переважно в Італії та Австрії.
Традиційно віа феррата асоціюються з вапняковими горами (в першу чергу Доломітами та Північними Вапняковими Альпами), оскільки поривчастий характер місцевості вимагає створення захищених шляхів, а наявність виступів та природних слабких місць у камені дозволяє створення відносно легких, але захопливих маршрутів. Однак вже існують віа феррата і в місцевостях іншого характеру.
Термін «via ferrata» використовується у більшості країн та мов, але в німецькомовних країнах вживається інша назва — нім. Klettersteig (буквально — стежка для лазіння).

## Історія

### Витоки
Прості захищені маршрути, з драбинами та базовим захистом (напр. мотузками), ймовірно століттями існували в Альпах, допомагаючи поєднати гірські поселення з високогірними пасовищами.
Те, що можна назвати попередниками сучасних віа феррата, оформилось при зростанні дослідження Альп та туризму в них у 19-му сторіччі. Так, 1843 року під керівництвом Фрідріха Зімоні була побудована тропа на Дахштайн, яка включала ряд допоміжних заходів для скелелазіння — залізні болти, вирізані виступи для ніг та мотузки, 1869 року між вершинами Ґросглокнера була облаштована мотузка, а 1873 року закріплений захист був облаштований на Цугшпітце. В Піренеях, залізні допоміжні засоби для скелелазіння були встановлені на Пік дю Міді д'Осо (1880 р.) та на Ордеса (1881 р.). В Північних Вапнякових Альпах першими маршрутами, які досі використовуються як віа феррата були Хайльброннська Тропа в Німецьких Альгауських Альпах (1899 р.), Еггерштайг (1903 р.) та Вільдауерштайг (1911 р.) на гряді Вільдер Кайзер в Австрії. У Доломітах гірський маршрут вгору по західній гряді Мармолада був облаштований 1903 року, а Посснекерська Тропа вгору Піц Селва у гірському масиві Селла була завершена перед Першою Світовою Війною.

### Перша Світова Війна: Доломіти
Доломітові Альпи до 1914 року входили до Австро-Угорської Імперії, а під час війни Австрія була частиною Центральних держав. 1915 року Італія приєдналася до альянсу Британії, Франції та Росії та оголосила війну Центральним державам. Значна кількість австрійських військ на той час перебувала в Росії, а тому Австрія негайно відійшла до захисної лінії у Доломітах і до кінця 1917 року австрійці (за підтримки військ Південної Німеччини) запекло воювали з італійцями у горах Доломітів, і не лише один проти одного, а й з важкими природними умовами. Обидві сторони намагалися отримати контроль над вершинами для облаштування спостережних постів та вогневих точок. Для того, щоб допомогти військам пересуватися на великих висотах у складних умовах обривчастих гір, до скель були прикріплені постійні мотузки та драбини. Також були намагання створити та контролювати тунелі під вершинами, щоб здійснювати напади через них. І до сьогодні поруч з віа феррата в цих горах можна побачити окопи, траншеї та інші свідчення Першої Світової Війни. На 5 Торрі облаштовано великий військовий музей на відкритому повітрі, так само як і довкола Лагацуої (італ. Lagazuoi), де точилися запеклі бої. Ця мережа військових віа феррата була дбайливо реставрована у останній третині 20-го сторіччя: сталевий кабель замінив мотузки, залізні драбини та металеві сходинки, закріплені у скелі, замінили ненадійні дерев'яні, які використовувались військами. Цими маршрутами зараз опікується Club Alpino Italiano (CAI; Італійський Альпійський Клуб).

### Віа делле Боккетте: класична віа феррата
У 1930-ті роки, Societa Alpinistica Trentina (SAT) разом з CAI розпочали процес скорочення та покращення доступу до популярних скелелазних маршрутів у Брентських Доломітах шляхом встановлення штучних допоміжних засобів та захисту. Таким чином були поєднані природні маршрути по скелях і почався розвиток системи маршрутів, робота, яка продовжилась після Другої світової війни. Віа делле Боккетте була відкрита гірськими туристами і поступово отримала репутацію класичної віа феррата. При розробці цієї віа феррата дотримувались певної етики — мінімальна кількість скелелазних допоміжних засобів і маршрут не доходить до жодної вершини, — підхід, якого не завжди дотримуються сучасні віа феррата. Таким чином віа делле Боккете допомогла поширенню ідеї віа феррата як самостійного виду туризму, а не лише засобу для досягнення вершин.

### Сучасний розвиток
Популярність віа феррата продовжувала зростати. У 1970-80-ті роки розвиток відбувався переважно на традиційних територіях (Доломітах та Північних Вапнякових Альпах), а нові маршрути переважно розроблялись спільнотою скелелазів, часто з активним залученням відповідних Альпійських Клубів. У 1990-ті та 2000-ті роки розвиток став більш комерційним з залученням більшої кількості організацій — віа феррата почали сприймати як корисний спосіб збільшити туризм та кількість атракціонів, доступних для відвідувачів, і, крім Альпіських клубів, їх почали створювати місцеві спільноти, організації дозвілля, оператори канатних доріг, гірських прихистків та інші. Поступово вони почали поширюватись за межі традиційних територій на решту Альп та на інші гірські регіони. Перші віа феррата у Франції були створені 1988 року, а до 2003 року їх було вже більше 100.
Хоча продовжували створювати високогірні віа феррата, сучасний етап розвитку породив і більш «спортивні» маршрути, часто ближчі до дна долин і більш складні, з надзвичайно крутими секціями, які потребують значної фізичної сили. Також були створені нетрадиційні маршрути — поруч з водоспадами або у каньйонах, чи з використанням підвісних мостів або спуском на тросі, з метою збільшення привабливості для відвідувачів. Поступово проходження віа феррата стало окремим видом гірського туризму, з власною системою складності, спорядженнями, путівниками та ентузіастами.

## Складність
Існують різні системи визначення складності віа феррата, більшість з яких базується на складності найважчого відрізку і використовує 5-6-рівневу шкалу. Так, Сміт та Флетчер у «Via Ferratas of the Italian Dolomites» використовують шкалу від 1 до 5. Путівники Курта Шалля (нім. Kurt Schall, серія «Klettersteig-Atlas») переважно використовують 5-рівневу шкалу від A до E, хоча в найновіших використовується також і рівень F та проміжні рівні (напр. C/D). Авторитетна вебсторінка www.klettersteig.de використовує шкалу від 1 до 6, яка заснована на шкалі Шалля. У Франції використовуються 6 класичних альпійських рівнів: F — Facile (легко); PD — Peu Difficile (не надто складно); AD — Assez Difficile (досить важко); D- Difficile (важко); TD — Très Difficile (дуже важко); ED — Extrêmement Difficile (надзвичайно важко), хоча рівні для віа феррата не мають нічого спільного з їх альпійськими відповідниками.
У таблиці наведено орієнтовна 5-рівнева система, але слід користуватися поясненнями, наведеними у відповідному путівнику
| A | легко               | Прямий, але досить відкритий маршрут. Вдосталь допоміжних засобів для скелелазіння, можливі короткі драбини. Швидше ускладнений гірський пішохідний маршрут, а не скелелазіння. Основними вимогами є впевнені голова та ноги, тобто здатність пересуватися по нерівних поверхнях без втрати рівноваги та запаморочень від висоти. |
| B | досить складно      | Деяка частина крутого рельєфу, менші точки опори для ніг, але присутні допоміжні засоби для скелелазіння. Можливі довші драбини. По суті захищені, але відриті ділянки для скрамблінгу. Деяке використання рук як опори. |
| C | складно             | Круті або дуже круті скелі, вдосталь допоміжних засобів для скелелазіння, можливі довгі драбини (або навіть короткі нависаючі відрізки). Необхідний хороший загальний фізичний стан та сильні руки. |
| D | дуже складно        | Дуже круті або вертикальні скелі, можливі короткі або добре облаштовані захисними засобами нависаючі відрізки, переважно дуже відкриті. Деякі допоміжні засоби для скелелазіння, але часто лише сталевий трос. Вимагаються сильні руки та долоні.                                                                                 |
| E | надзвичайно складно | Вертикальні або нависаючі (з негативним ухилом) скелі; постійно відкриті; дуже маленькі опори для ніг або підйом за рахунок тертя, відсутність інших допоміжних засобів крім тросу. Вимагаються сильні руки та долоні. Легші секції можуть бути взагалі без захисту.                                                              |

Спільним моментом критики для всіх цих систем є ігнорування ними складності та тривалості перешкод, оскільки довгий високогірний маршрут з тривалими переходами класу D дуже сильно відрізняється від короткого маршруту по долині також класу D, але лише з однією короткою складною секцією. Для нівелювання цього, часто зазначаються додаткові класи складності маршруту — наприклад, путівнику Курта Шалля використовують 5-рівневу прикметникову шкалу, а Сміт та Флетчер — трирівневу шкалу A-C. Крім того, більшість путівників також наводить додаткову інформацію щодо маршруту — довжину, максимальну висоту, або навіть клас захисту спорядження.

## Безпека та обладнання

### Підґрунтя
Багато років сходження по віа феррата відбувались з використанням простого спорядження — карабінів, закріплених з коротким відрізком мотузки або стропи приєднані до верхньої або нижньої обв'язки, через припущення, що далеко на віа феррата не впасти. Однак поступово стало очевидно, що таке спорядження не дозволяє уникати серйозних травм, головним чином тому, що для абсорбування енергії падіння є лише короткий шмат мотузки, часто значно коротший за відстань між двома точками закріплення кабелю безпеки — тобто фактор ривка може перевищити 2, що створює сили, які ні тіло людини, ні спорядження часто не можуть подолати, і це веде до серйозних травм. Для виправлення цього були розроблені ряд засобів, що працюють як поглиначі шоку та прогресивні гальма, метою яких є більш ефективне між у короткої мотузки гасіння енергії, щоб зберегти цілим скелелаза і спорядження.
Однак, незважаючи на розвиток спорядження і сприйняття маршрутів віа феррата як більш безпечних, ніж маршрути для скелелазіння, все ж у разі падіння травми на них більш ймовірні, частково через вищий фактор ривка, частково через ландшафт — падіння частіше припадає на каміння, уступи, кільця, сходинки тощо.
Після смертельного нещасного випадку на віа феррата у серпні 2012, коли не спрацювали обидві еластичні стропи системи поглинання енергії (СПЕ) у наборі для віа феррата, МСАА разом з виробниками спорядження провів роботу з ідентифікації та відкликання декількох моделей СПЕ.

### Набір для віа феррата

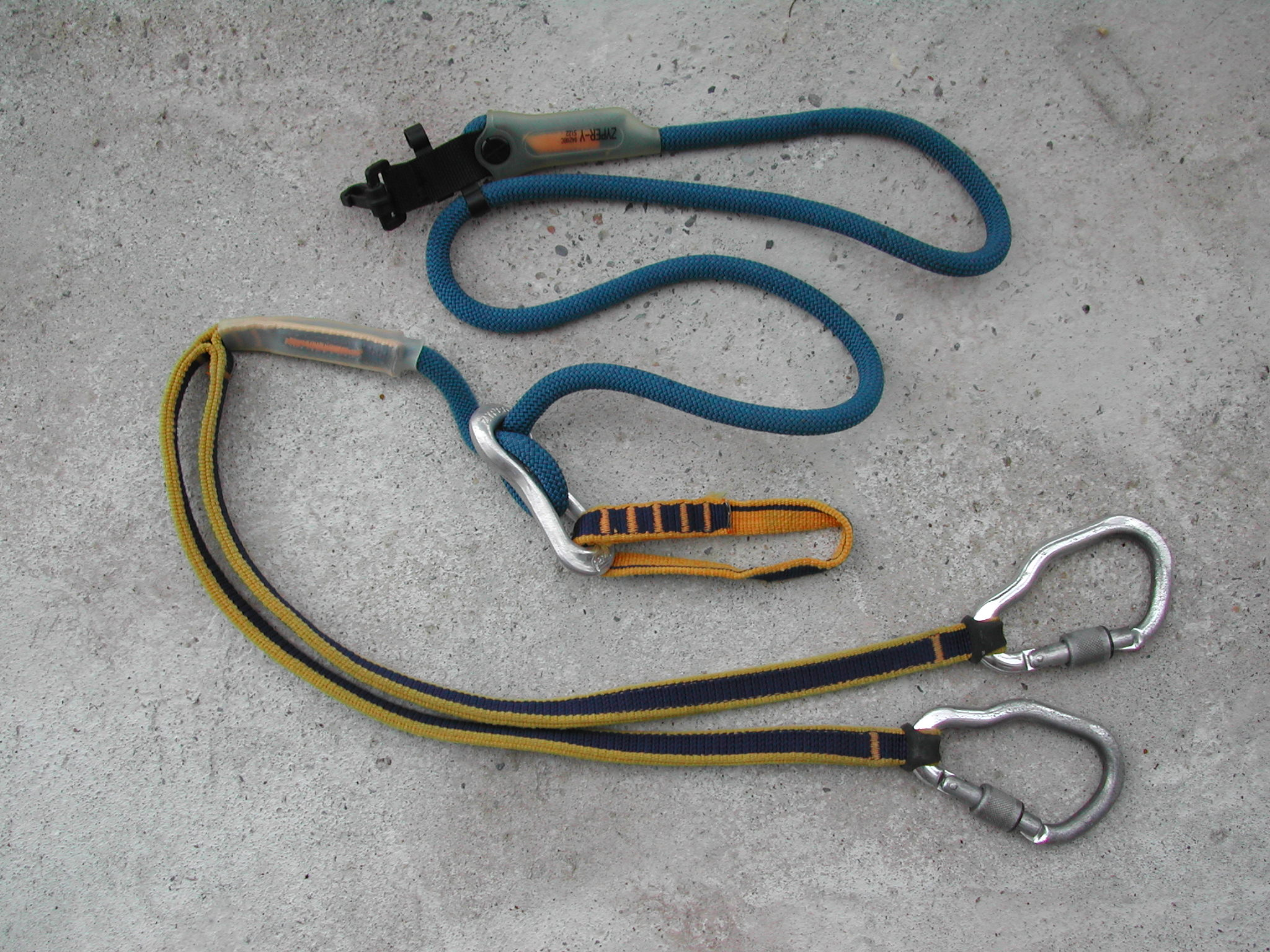
Y-подібна стропа з плетеною мотузкою-поглиначем енергії

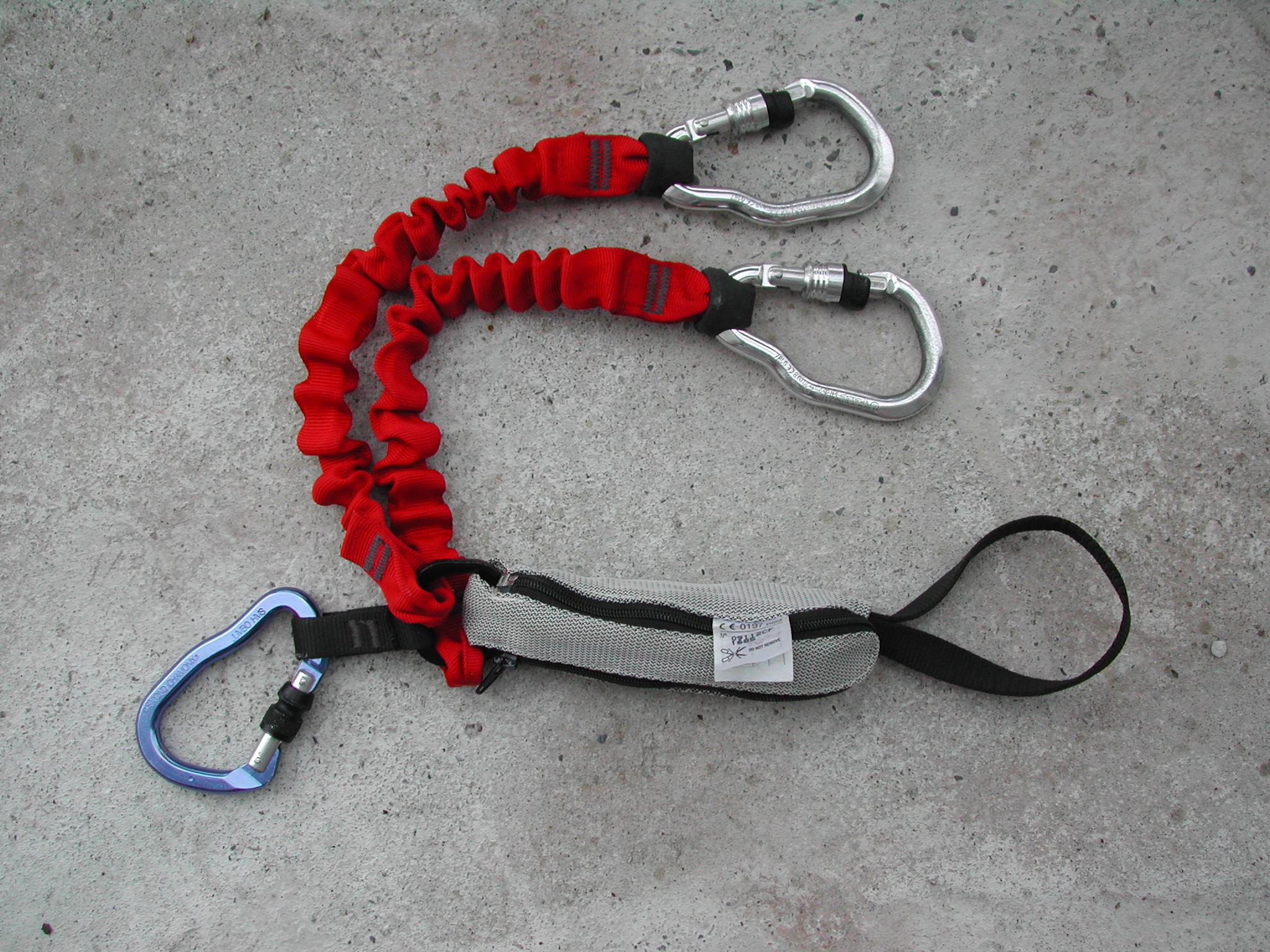
Y-подібна стропа з поглиначем енергії прогресивного розриву

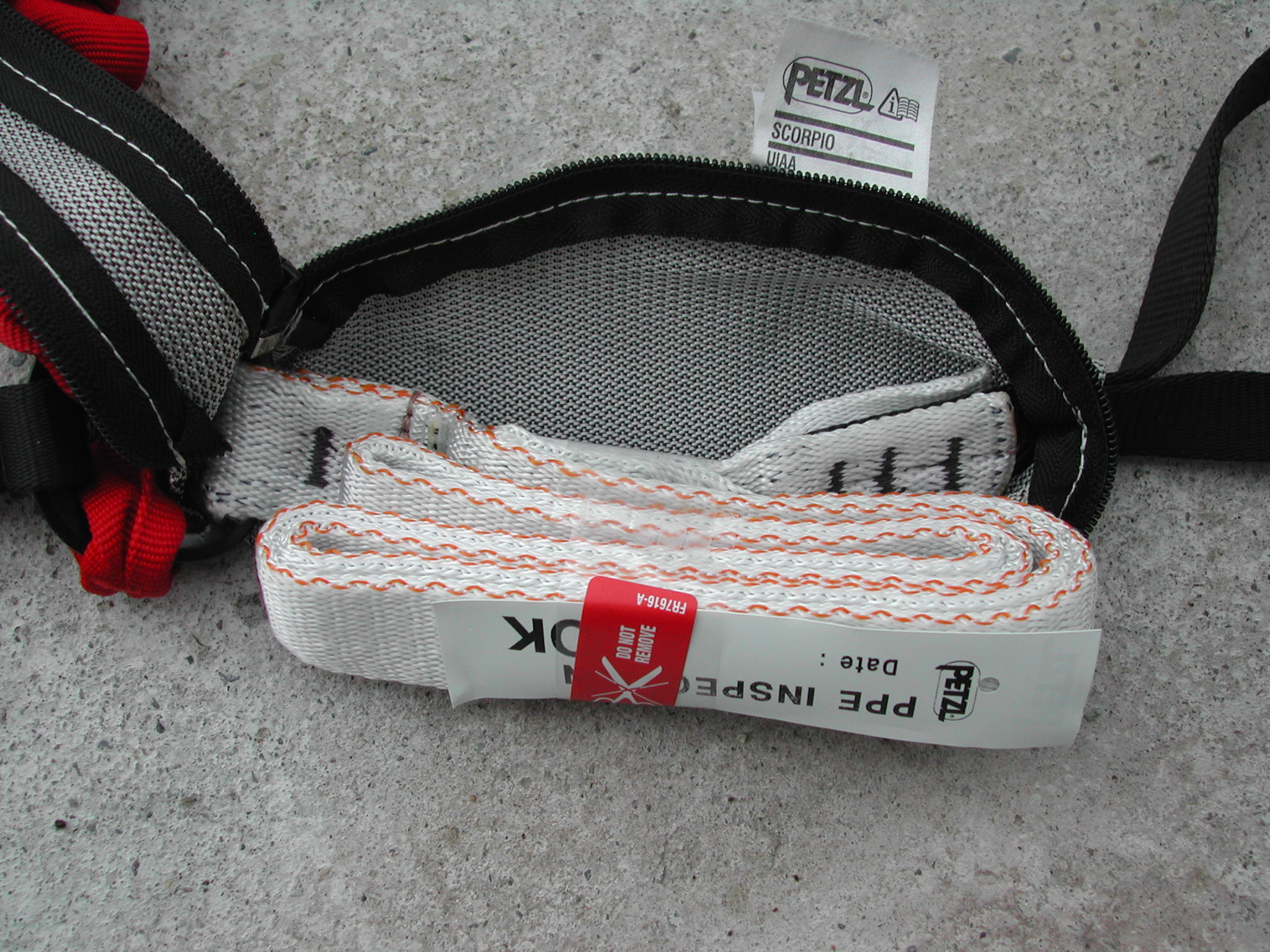
Поглинач енергії прогресивного розриву зблизька

Набір для віа феррата складається зі стропи та двох карабінів. Стропа складається з системи поглинання енергії, два плеча якої приєднуються до тросу карабінами, та засобу приєднання до обв'язки. Сучасні стропи мають форму латинської «Y», і така форма на цей час є єдиною погодженою МСАА, оскільки її легше та безпечніше використовувати та важче використати неправильно. При використанні стропи Y-типу, її обидва рукави слід приєднати до тросу, хоча система діє і тоді, коли до тросу приєднано лише одне плече. Однак старіші системи мають форму латинської «V», що має суттєве обмеження — до тросу має бути приєднаний лише одне плече, інакше система поглинання енергії не спрацює. Деякі стропи також мають коротке третє плече, що дозволяє скелелазу відпочивати на крутих секціях.

#### Поглинач енергії
Поширені два типи поглиначів енергії. Перший — металевий гальмівний пристрій, через який протягнуто мотузку, приєднану до обв'язки. Мотузка при натягуванні має сильний спротив, і енергія падіння поступово поглинається. Існує декілька варіантів поглиначів цього типу. Їх перевагою є можливість повторного використання після падіння, а отже певний рівень захисту для завершення підйому. Однак після кожного значного падіння, стропу слід замінити. Це тип був популярний раніше, але після трагічного випадку 2012 року стандарти безпеки для віа феррата були переглянуті і його застосування значно зменшилося.
Другий тип — розривний поглинач енергії, що складається з відрізка тасьми, складеного і прошитого особливим чином, який дозволяє поступовий (прогресивний) розрив при падінні. Перевагою такого типу поглинача є його більша компактність і безпечність при падінні через відсутність довгого шматка звисаючої мотузки, який може завадити скелелазу. Недоліком є одноразовість використання, що може призвести до відсутності захисту у скелелаза для завершення підйому після першого падіння. Після використання підлягає обов'язковій заміні.

#### Карабіни
Для віа феррата існують і спеціальні карабіни, що як правило мають ширший ніж звичайний отвір, пружинний механізм, який дозволяє його відкрити однією рукою, та достатньо міцні для витримування великого фактора ривка. Такі карабіни позначені літерою K у колі (від нім. Klettersteig — терміну для віа феррата). Легкість відкриття таких карабінів робить їх придатними до використання на віа феррата, де потрібно постійно відкривати/закривати карабіни, але не придатними для використання у альпінізмі, скелелазінні чи спелеології з використанням мотузок. Крім того, вони вимагають постійної перевірки на те, чи повністю закриті, оскільки трос може не до кінця входити і замок карабіна лишається незакритим.

### Інше спорядження
Використовується стандартна обв'язка. Дітям та людям з важкими рюкзаками слід використовувати повну обв'язку (верхню та нижню.
Настійливо рекомендується використання шолому, схваленого МСАА, особливо для більш довгих або крутих підйомів, або там, де існує загроза падіння каміння.
Також рекомендується використання міцних рукавиць, оскільки сталевий кабель може мати обірвані волокна і взагалі для захисту рук від постійного контакту з кабелем та камінням.
При важких підйомах або при підйомі з новачками або дітьми, рекомендується додатково взяти шматок альпіністської мотузки і страхувальний пристрій, що може надати додаткову безпеку.
Інше спорядження залежить від природи самої віа феррата, підходу до неї та спуску, напр. для альпійських віа феррата слід мати відповідний обсяг для захисту від погоди (зокрема, дощу). Деякі віа феррата вимагають наявності налобного ліхтарика, оскільки мають секції через тунелі; інші можуть перетинати льодовики або снігові поля, і тому потрібні кішки та льодоруб. На дуже важких віа феррата скелелази використовують не звичайні черевики для гірського туризму, а спеціальні для скелелазіння.

## Маршрути

### Італія
В Італії існує більше 400 віа феррата і більша половина з них розташована у Доломітах.

#### Доломіти
Доломіти відомі історичними віа феррата, створеними на основі укріплень Першої Світової Війни, та драматичними високогірними віа феррата. Декілька з останніх кидають виклик альпіністам щодо сходження на вершини хребта. Серед найбільш відомих маршрутів:
- віа феррата делла Мармолада (маршрут Ганса Зейфферта), яка веде по західному гребеню Мармолада, яка при висоті 3343 м.н.м. є найвищим піком Доломітів. Маршрут був створений ще до Першої Світової Війни.
- віа феррата, які ведуть на вершину Тофана ді Меццо (3 244 м.н.м.) та сусідню Тофана ді Розес (3 225 м.н.м.). Остання починається у тунелі часів Першої світової війни.
- віа феррата делі Аллеґесі — довгий класичний маршрут на вершину Чіветта (3 220 м.н.м.), відритий 1966 року.
- віа феррата Болвер-Луглі піднімається по Сімон делла Пала, яку за форму ще називають «Маттергорн Доломітів» аж до бівуака Ф'ямме Джалле (3 005 м.н.м.). Звідти слід обрати маршрут «Variation for the Summit», що включає помірної складності скелелазіння, для досягнення вершини (3 184 м.н.м.).
- віа феррата делле Мезулес (Тропа Пьосснекера), одна з найстаріших віа фаррата, піднімається по Піц Селва (2 941 м.н.м.) у гірському масиві Селла, по складному маршруту з «надзвичайними краєвидами»;
- віа феррата Піц да Лек на іншій стороні гірського масиву Селла, що піднімається по південній стороні гори Піц да Лек (2 911 м.н.м., інша назва — Боозекофел) над Корвара, є популярним маршрутом середньої складності і тривалістю до півдня;
- віа феррата Джанні Константіні, яка піднімається по Чіма Мояцца Зюд (2 878 м.н.м.) біля Чіветти, є одним з найскладніших, найдовших (бл. 1000 метрів) та найбільш престижних маршрутів у Доломітах;
- альта віа Бруно Федершпіл, дуже довгий маршрут по хребту Ріццоні  з немовірно чудовими краєвидами. Він перетинає Шпіц ді Тарічіньон (2 647 м.н.м.) у Фассанських Доломітах на південний захід від Мармолади.

Ймовірно найбільш незвичайною є віа феррата Лагацуойські тунелі. Під час боротьби за контроль над горою Лагацуой (італ. Lagazuoi) у Першій світовій війні, австрійські та італійські війська створили серію тунелів у горах, метою яких було наблизитись до ворога та підірвати його укріплення. Сучасна віа феррата використовує ці тунелі для підйому та спуску всередині гори.
Також існує значна кількість віа феррата у долинах довкола Доломітів, наприклад віа феррата Бурроне Джованеллі біля муніципалітету Меццокорона у долині річки Адідже (італ. Val d'Adige), яка піднімається по каньйону.
Брента
На схід від основної гряди Доломітів розташовані менші, але більш обривчасті Брентські Доломіти, що височіють над містом Мадонна-ді-Кампільйо. У Бренті розташована досить щільна мережа віа феррата, основними з яких є система віа дель Боккетте, яка складається з декількох секцій. Серед них найбільш відомі Боккетте Альте та Сент'єро делле Боккетте Сентралі. (Віа феррата, назва яких включає Сент'єро («тропа») як правило легші, з незначним перепадом висот). На північний кінець гряди можна піднятися підйомниками з Мадонна-ді-Кампільйо, і користуючись системою віа феррата на значних висотах можна провести декілька днів, з зупинкою у гірських прихистках. Однак за побажанням місцевих скелелазів, жодна віа феррата не веде на вершини основних гір.

#### Інші віа феррата в Італії
Поза межами Доломітів в Італії облаштовано понад 150 маршрутів віа феррата, переважно в останні десятиріччя. Значна їх кількість на північному березі озера Гарда, у Валле-д'Аоста, у горах на схід від озера Комо та у регіоні Фріулі, поділені між Карнійськими та Юлійськими Альпами.
Серед більш відомих віа феррата:
- віа дел´Амічіціа, розташована над містом Рива-дель-Гарда на озері Гарда;
- віа феррата Ернесто Че Геварра на Монте Казале, на північ від озера Гарда у Тренто;
- віа феррата дель Чентенаріо C.A.O. на західному березі озера Комо;
- віа феррата дель Монте Еміліус, на Монте Еміліус у Валле-д'Аоста (одна з найвищих у Альпах);
- віа Італіана, у Юлійських Альпах у Фріулі (одна з трьох віа феррата, яка отримала 6* на www.klettersteig.de);
- віа феррата Деанна Орландіні, у Генуї;
- віа феррата дель Кабірол, на Капо Каччіа, Альгеро, Сардинія (берегова віа феррата).

### Австрія
В Австрії налічується більш ніж 550 віа феррата, і в цій країна вони просуваються як один зі способів пізнати «природу». Регіональні відділення ÖAV (Австрійського Альпійського Клубу) розробляють свої важчі маршрути з включенням віа феррата.
Історія віа феррата в Австрії почалася на початку 20-го сторіччя у Північних Вапнякових Альпах і довгий чай вони розвивалися переважно там. І лише в останні десятиріччя вони поширились на всі австрійські Альпи. За характером, австрійські віа феррата десь посередині між довгими гірськими маршрутами в Доломітаї та короткими спортивними Франції. Але при цьому на 2012 рік технічно найважча у світі віа феррата була саме у Австрії — варіант «Арена» віа феррата Бюргеральм-Панорама (нім. Bürgeralm-Panorama-Klettersteig) у Штирії.
Північні Вапнякові Альпи, які простягнулися від неподалік Відня до кордону за Швейцарією, залишаються основними для австрійських віа феррата. Маршрути там сконцентровані у таких основних грядах гір: Ракс (де розташовані одні з найстаріших), Хое Ванд, Тотес Гебірге, Дахштайн, Вільдер Кайзер, Карвендель. У горах Дахштайн у Штирії розташовані одні зі значущих віа феррата, зокрема Рамсауер, Ювілейна; на північному краї Дахштайна — Зееванд, одна з найбільш складних довгих маршрутів у Австрії, а також найскладніша Дахштайн Супер Феррата, створена поєднанням трьох маршрутів. Іншими значущими віа феррата у цій гряді є Інсбрукська на Карвенделі та Таяканте у Мімінгських горах (обидві у Тиролі неподалік Інсбрука).
Більш недавній розвиток віа феррата у Центральних Східних Альпах, де їх було багато створено у Ецтальських та Штубайських Альпах, та по обох боках хребта Високий Тауерн. Серед них значущими є віа феррата Шлікер та Ілмшпіц у Штубаях, Тирольський Шлях у Етцталі та Белла Віста на південній стороні Високого Тауерна. Ряд віа феррата у цьому регіоні веде на вершини гір висотою понад 3000 м.н.м.
Південні Вапнякові Альпи у Каринтії та Східному Тиролі є домівкою традиційних віа феррата. Декілька маршрутів розташовані на кордоні з Італією (у Карнійських Альпих), який був фронтом у Першу Світову Війну, і декілька віа феррата тут прокладені повз укріплення того періоду, наприклад Шлях 26-ти, яка піднімається на Хое Варте, найвищу вершину хребта.

### Франція
У Франції перша віа феррата з'явилась 1988 року — «La Grande Falaise» у Фрессіньєр на гірському масиві Екрен. Майже одразу трохи на північ було створено ще декілька віа феррата, у тому числі найпопулярніша сьогодні у Франції — досить легка «La Voie du Colombier» (15 000 сходжень на рік). Зараз у Франції вже понад 200 віа феррата всіх 6 рівнів складності за французькою шкалою, переважно у Французьких Альпах, але і у Центральному масиві, Піренеях та навіть на Корсиці.
Деякі віа феррата мають особливий «французький стиль, з металевими сходинками, закріпленими на скелях з негативним ухилом», підвісними тросовими містками з наголосом на адреналін — хоча при цьому критики наголошують на надмірному використанні металевих допоміжних засобів у французьких віа феррата. До відомих віа феррата з даними рисами відносяться «de la Grande Fistoire» (підвісний міст довжиною 59 метрів), «de la Chal» («мавпячі» мости з тросу); видовищна віа феррата по каньйону «Gorges de la Durance»; маршрути довкола водоспадів («de l´Adret: la Passerelle»).
Інші віа феррата сприяють відвідуванню історичних місць. Наприклад «Les Mines du Grand Clôt» поблизу селища Ла Грав у департаменті Верхні Альпи веде скелелаза до обривчастого уступу, де між 1807 та 1925 роками існував малоуспішний кар'єр з видобутку свинця. Маршрут проілюстрований табличками з інформацією французькою та англійською про зусилля з видобутку в таких умовах. Ще одна віа феррата біля Люмбін у департаменті Ізер, «Vire des Lavandières», перетинає стару секцію маршруту «Échelle des Maquisards», побудованого 1943 року, який використовувався бійцями спротиву у Другій світовій війні.
У Франції відповідальними за утримання віа феррата є комуни, де вони розташовані. У залежності від стану гір та природних умов, таке утримання може бути дорогим і деякі комуни беруть плату за використання віа феррата.

### Швейцарія
Незважаючи на її центральне розташування в Альпах, віа феррата з'явилися у Швейцарії пізно. Перша повноцінна віа феррата — Теллі (нім. Tälli Klettersteig), була створена 1993 року була створена на обривчастих південних стінах Ґадмер Флу в Урійських Альпах. Потім була досить тривала перерва, і бурхливий розвиток почався з початком 21 сторіччя і на цей час їх вже налічується понад 150. За характером вони схожі на «спортивні» французькі, однак як правило мають значно менше штучних сходів, і скелелази мають більше контакту зі скелями і повинні замислюватись, де наступна опора для ніг.
Віа феррата поширені по всій Швейцарії, однак їх більше у центральній та західній частині. Найбільше їх налічується на Бернському високогір'ї (32 на 2012 рік) та у Вале (39 на 2012 рік). У центральній Швейцарії існує декілька маршрутів довкола озера Фірвальдштетського озера — в Урійських та Фірвальдштетських Альпах (15 та 17 маршрутів відповідно; значущим центром там є Енгельберг, де віа феррата Фюренванд вважається однією з найбільш видовищних.
У Швейцарії присутні різноманітні види віа феррата: «адреналінові» маршрути по каньйонах (Альпійський каньйон у Саас-Фе, Горнер поблизу Церматта); панорамні маршрути на вершини висотою віще 3 000 м.н.м. (на Єгіхорн та Міттагхорн, обидві поблизу Саас-Фе); високогірні (Зальбіт-Кеттенвег біля Андерматту); складні маршрути для спортсменів (Сан-Сальваторе біля Лугано). Однак найвидовищнішими та найскладнішими вважаються Браунвальдська віа феррата у східному кантоні Гларус та віа феррата Даубенхорн біля Лойкербада у кантоні Вале. Остання є також найбільшою за довжиною віа феррата у Швейцарії.

### Німеччина
У Німеччині облаштовано бл. 180 віа феррата, найлегшу з яких можна пройти без спеціального обладнання.
значна кількість з них розташовані у південних землях — у Альпах та Передальпах на кордоні з Австрією. Але так само багато і в інших регіонах, серед них найбільш відомий — Саксонська Швейцарія.
На відміну від віа феррата у Доломітах, більшість німецьких були облаштовані у сучасності, мають спортивний характер, і відповідно можуть бути короткі і значно більш складніші ніж класичні у Доломітах.

### Решта Європи

#### Чехія
Біля міста Дечин розташована система віа феррата, яка має легкий спільний початковий відрізок, наприкінці якого можна обрати ряд маршрутів різної складності. Також існує віа феррата у Семілі під назвою Водна брама.

#### Норвегія
У Норвегії існує ряд віа феррата, які мають місцеву назву норв. klatresti (у грубому перекладі — 'скелелазна тропа'). Примітною є віа феррата Тюссо у Тюсседалі, яка починається від Норвезького музею гідроенергетики та промисловості та піднімається вздовж дуже крутої труби для гідроенергетики. Ще одна віа феррата розташована у Гемседалі. У 2012 було відкрито нову віа феррата у Лоні, неподалік від Стрюна. У Тронгеймі є віа феррата навпроти Тронгеймсфіорда на горі Мункен, з захопливими видами на місто.

#### Польща

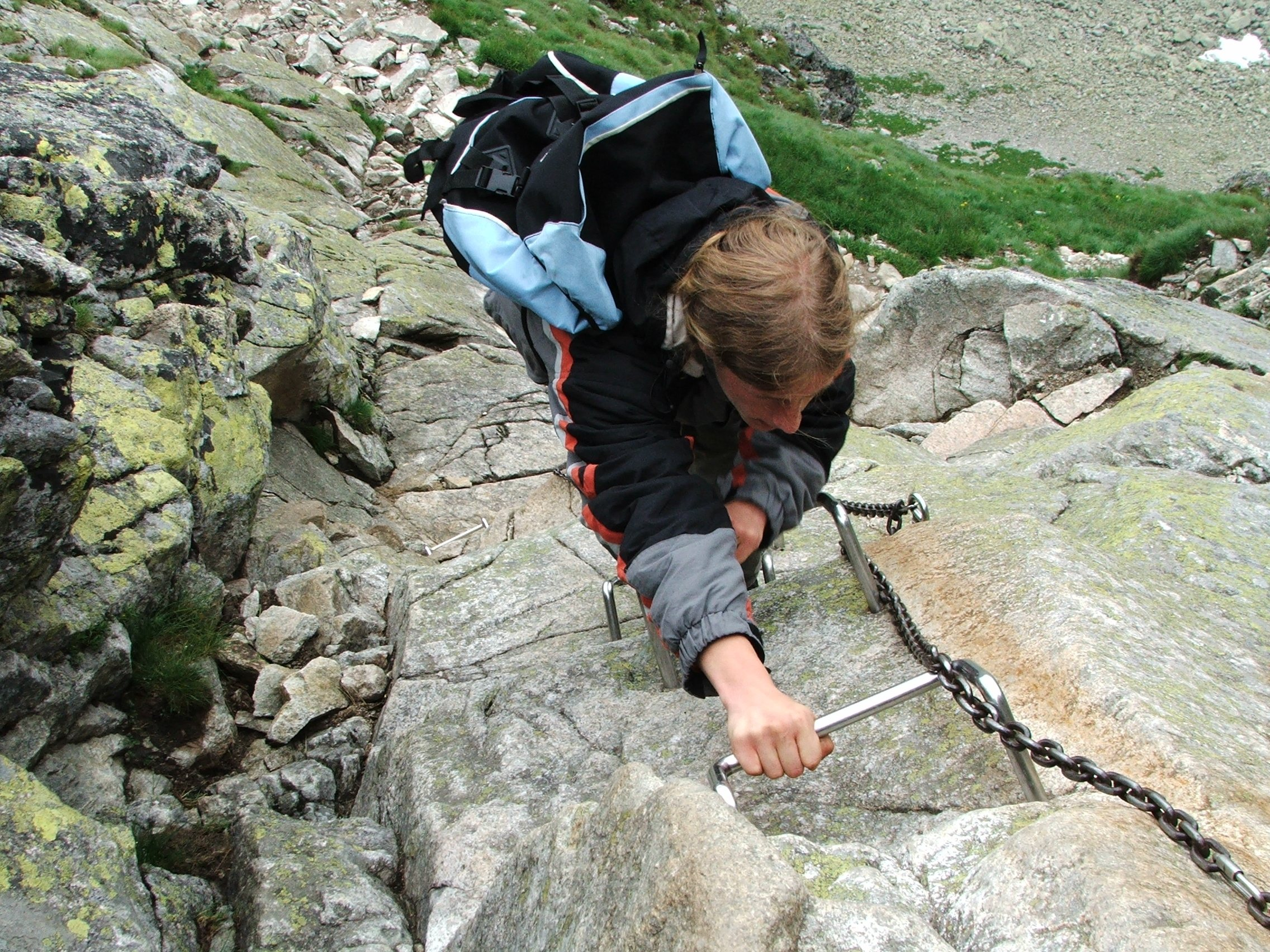
Металеві сходинки на Орлиній тропі

У Татрах розташований складний високогірний тривалий маршрут — Орлина тропа (пол. Orla Perć), що переважно йде по гряді та дуже відкритий. На маршруті окремі ділянки облаштовані допоміжними засобами — ланцюгами, драбинами, металевими сходинками, але як правило маршрут проходять без страховки та набору для віа феррата. Хоча формально маршрут не є віа феррата, але за відкритістю та складністю окремі ділянки справляють аналогічне враження.

#### Словенія
У Словенії існує багато самостійних віа феррата, або як довших маршрутів, однак єдиного списку не існує. У західній частині (Юлійські Альпи) є декілька віа феррата з такою самою історією, як і в Доломітах (з Першої світової війни, з подальшою відбудовою), решта або побудовані значно пізніше або у занепаді. Також не існує окремої класифікації, і вони всі віднесені до «дуже складних» гірських маршрутів. У 2010 році була побудована перша спортивна віа феррата поблизу Винська Гора, яка отримала назву Gonžarjeva peč.

#### Іспанія
У Іспанії існує понад 50 віа феррата у таких регіонах:
- Піренеї, вздовж кордону з Францією;
- вздовж середземноморського узбережжя від Жирони до Мурсії;
- дві місцевості у Андалусії — довкола Ронди та у регіоні між Малагою та Кордобою;
- довкола Більбао, та ще декілька біля Бургоса та Сарагоси.

#### Швеція
У Швеції налічується не менше 7 віа феррата: на східному маршруті на вершину Кебнекайсе, у муніципалітеті Фюнасдален, у Кіттельф'яллі та чотири на Скулебергет у регіоні Високого берегу.

#### Велика Британія
Для Великої Британії віа феррата явище досить нове і тому їх кількість незначна. Серед незвичних віа феррата можливо відмітити:
- Хоністерська віа феррата в Озерному краї у Північно-Західній Англії створена на основі колишнього підйому шахтарів до Хоністерського сланцевого кар'єру по крутому схилу Флітвіт Пайк. Вона складається з двох маршрутів — класичного та екстремального;
- віа феррата каньйону Хо Стін у національному парку Йоркшир-Дейлз створена 2009 року з метою дозвілля і має як ділянки по скелі, так і укріплені балки та драбини над рікою.
- віа феррата у закритому приміщенні у Кендалл Волл, яка веде довкола стін для лазіння по сталевих драбинах та кільцях.

#### Косово
Єдина на цей час віа феррата на Балканах створена 2013 року у горах Ругова, Косово. Вона розташована в 4 км від міста Печ. Маршрут починається від печери Королеви та триває дві години.

### Решта світу

#### Канада
У Канаді існує декілька віа феррата, переважно у приватному управлінні. Перші дві були створені 2002 року гірським гідом Франсуа Гаєм Тів'єжем у каньйоні Св. Анни неподалік від міста Квебек. 2003 року він створив ще дві віа феррата у Ле Палесадс де Шарлевуа (фр. Les Palissades de Charlevoix), у 10 км на північ по дорозі 170 від Ст. Сімеона. Також існує «Adventures Lafleche» поблизу Гатіне, Квебек. Найбільша віа феррата у Канаді облаштована на горі Німбус у горах Колумбія і управляється «Canadian Mountain Holidays». Ця віа феррата доступна лише гелікоптером. Перша публічна (не приватна) віа феррата у західній Канаді розташована між Нордеггом та Айсфілд Парквей у Скелястих горах; стежка починається поблизу парковки на східному березі ріки Клайн. Висота підйому — бл. 180 метрів, а для повернення до парковки потрібно дві години. Єдина віа феррата на горі Вістлер є приватною і управляється «Whistler Alpine Guides». Цей високогірний маршрут проходить повз язик льодовика Вістлер для доступу на вершину Вістлер Пік, прохід по ньому можливий лише у супроводженні гідів.

#### Китай
Високогірна гірська стежка на священну гору Хуашань не є віа феррата у чистому розумінні, але за своєю складністю, видовищністю та небезпечністю надає схожі відчуття.
Китай нещодавно почав створювати сучасні віа феррата в рамках розвитку гірського туризму. Так, віа феррата створені у провінції Хунань та на північ від Хуайроу неподалік від Пекіна
.

#### Японія
У Японських Центральних Альпах на горі Хокен облаштована віа феррата середньої складності. На висоті понад 2 900 м.н.м. вона проходить над обривами висотою понад 300 метрів, крім того через особливості погоди, маршрут може несподівано заледеніти. На цій віа феррата загинуло декілька людей.

#### Кенія
У 2012 році у Кенійська служба дикої природи (англ. Kenyan Wildlife Services) відкрила віа феррата Олонана на горі Кенія, що дозволило безпечний підхід по південно-західному маршруту до вершини Ленана (через Австрійський прихисток) та з південної сторони (Шіптон). Ця віа феррата стала найвищою в світі (вища точка — 4 985 м.н.м.)., змістивши віа феррата на горі Кінабалу у Малайзії.

#### Малайзія
Віа феррата на горі Кінабалу у штаті Сабах (вища точка — 3 776 м.н.м.) деякий час провела у Книзі рекордів Гіннеса як найвища в світі.

#### Мексика
Віа феррата середньої складності існує у каньйоні Хуастека неподалік від міста Монтеррей і є найдовшою у Латинській Америці.

#### Нова Зеландія
Віа феррата розташована на західній стороні Квінстаунського пагорба.

#### Оман
В Омані на цей час створено три маршрути — по горі Еш-Шамс, у Ваді Бані Ауф (зміїне ваді) та неподалік від Бандар Кайран.

#### Перу
У Перу цікавою є приватна віа феррата середньої складності у Священній долині інків (2 650 м.н.м.), між Куско та містом-фортецею Ольянтайтамбо. Її перепад висот складає 300 метрів, а загальна довжина — 700 метрів; вона має підвісний міст на 250 метрі. Спуск з вищої точки потребує використання альпіністської мотузки довжиною 100 метрів.

#### США
Розвиток віа феррата у США обмежується поточною забороною на їх створення на землях з відкритим доступом (напр. штату) та високим порогом відповідальності за нещасні випадки. Тому їх небагато, а створені — переважно на землях приватної власності. Прикладами є віа феррата на горі Оґден у каньйоні Вотерфоллна схід від міста Оґден (Юта); на скелі Нельсон Рокс у Західній Вірджинії; та Пікачо Пік в однойменному природному парку Аризони; у каньйоні річки До в Теннессі та на землях курорту Аманджірі в Південній Юті (4 маршрути).